# Jefferson Gómez
Jefferson José Gómez Genes (Barranquilla, 22 de junio de 1996) es un jugador colombiano. Juega de defensa central y su equipo actual es el Atlético Bucaramanga de la Categoría Primera A de Colombia.

## Estadísticas
| Club                            | Div           | Temporada     | Liga  | Liga  | Copas nacionales | Copas nacionales | Torneos internacionales | Torneos internacionales | Total | Total |
| Club                            | Div           | Temporada     | Part. | Goles | Part.            | Goles            | Part.                   | Goles                   | Part. | Goles |
| ------------------------------- | ------------- | ------------- | ----- | ----- | ---------------- | ---------------- | ----------------------- | ----------------------- | ----- | ----- |
| Envigado · Colombia             | 1ª            | 2014          | 1     | 0     | 7                | 0                | —                       | —                       | 8     | 0     |
| Envigado · Colombia             | 1ª            | 2015          | 20    | 0     | 4                | 0                | —                       | —                       | 24    | 0     |
| Envigado · Colombia             | 1ª            | 2016          | 35    | 1     | 1                | 1                | —                       | —                       | 36    | 2     |
| Envigado · Colombia             | 1ª            | 2017          | 18    | 0     | 1                | 0                | —                       | —                       | 19    | 0     |
| Envigado · Colombia             | Total club    | Total club    | 74    | 1     | 13               | 1                | —                       | —                       | 87    | 2     |
| Junior · Colombia               | 1ª            | 2017          | 4     | 1     | 2                | 0                | —                       | —                       | 6     | 1     |
| Junior · Colombia               | 1ª            | 2018          | 9     | 0     | 1                | 0                | 4                       | 0                       | 14    | 0     |
| Junior · Colombia               | 1ª            | 2019          | 6     | 0     | 2                | 0                | 1                       | 0                       | 9     | 0     |
| Junior · Colombia               | 1ª            | 2020          | 8     | 1     | 1                | 0                | 1                       | 0                       | 10    | 1     |
| Junior · Colombia               | 1ª            | 2021          | 3     | 0     | —                | —                | —                       | —                       | 3     | 0     |
| Junior · Colombia               | Total club    | Total club    | 30    | 2     | 6                | 0                | 6                       | 0                       | 42    | 2     |
| Atlético Bucaramanga · Colombia | 1ª            | 2022          | 13    | 0     | —                | —                | —                       | —                       | 13    | 0     |
| Atlético Bucaramanga · Colombia | Total club    | Total club    | 13    | 0     | 0                | 0                | —                       | —                       | 13    | 0     |
| Total carrera                   | Total carrera | Total carrera | 117   | 3     | 19               | 1                | 6                       | 0                       | 142   | 4     |

## Palmarés

### Títulos nacionales
| Título                | Club   | País     | Temporada |
| --------------------- | ------ | -------- | --------- |
| Copa Colombia         | Junior | Colombia | 2017      |
| Categoría Primera A   | Junior | Colombia | 2018-II   |
| Superliga de Colombia | Junior | Colombia | 2019      |
| Categoría Primera A   | Junior | Colombia | 2019-I    |
| Superliga de Colombia | Junior | Colombia | 2020      |